# رادکان (کردکوی)
رادکان، روستایی است از توابع بخش مرکزی شهرستان کردکوی در استان گلستان ایران.
در جنوب شرقی این روستا برجی وجود دارد که به میل رادکان شهرت دارد.بزرگ ترین طائفه این روستا معماری ها می باشند.

## جمعیت
این روستا در دهستان چهارکوه قرار دارد و براساس سرشماری مرکز آمار ایران در سال ۱۳۸۵، جمعیت آن ۳۲۳ نفر (۷۴خانوار) بوده‌است.

## کتب تاریخی
گریگوری ملگُنُف در سال ۱۸۵۸ و ۱۸۶۰ در پی انجام مأموریتی از سوی حکومت قفقاز (برای اجراء وصیت‌نامهٔ پتر کبیر) به شمال ایران سفر کرد. در سفرنامهٔ او آنجا که مناطق مرزی هزارجریب را برمی‌شمارد، نام روستای «رادکان» هم دیده می‌شود. وی از مرزهای هزارجریب چنین می‌نویسد: استان استرآباد، رود کوچک ساور در روستای کندو در نیم فرسنگی غرب رادکان، روستای برکوله (بارکلا) و نیلا (نیالا) در اشرف در نزدیکی جادهٔ شاهرود، روستای سرخ‌گریه(سرخ‌گریوه) و بالخاس(مال‌خواست) و چشمهٔ آروس (چشمهٔ آب شور روستای ارست یا همان باداب سورت) و چهارده (چهارده کلاته یا دیباج).